# بوکوویتس-کولونگا
بوکوویتس-کولونگا (به لهستانی:  Bukowice-Kolonia) یک روستا در لهستان است که در گمینا لشنا پودلاسکا واقع شده‌است.